# Cima Missun
La cima Missun (in francese Cime de Missun)  è una montagna di 2.356 m s.l.m. delle Alpi Liguri (sottosezione Alpi del Marguareis).

## Descrizione

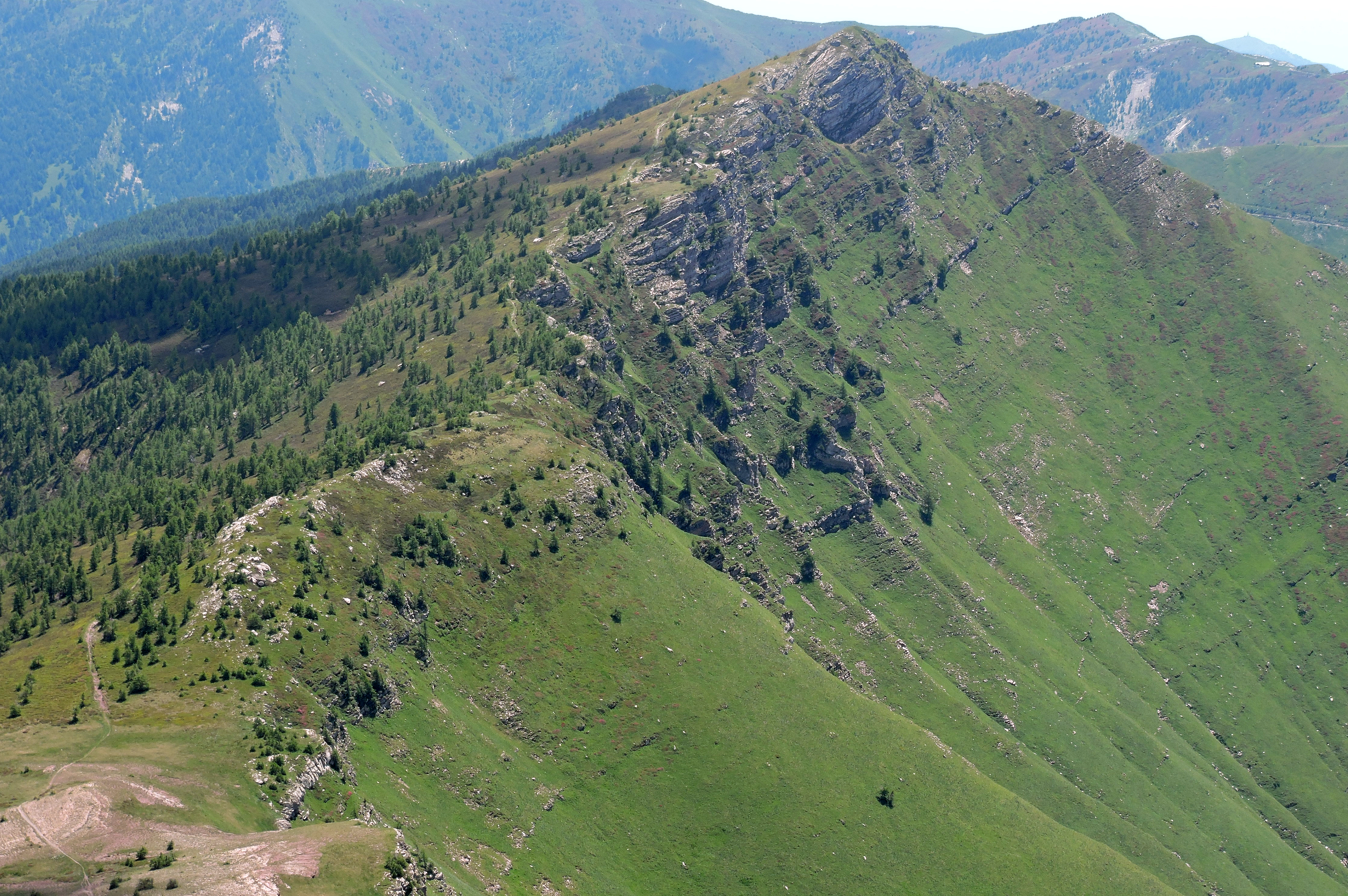
Vista dal monte Bertrand

La cima Missun fa parte della catena principale alpina ed è situata sullo spartiacque che separa il bacino del Negrone (uno dei rami sorgentizi del Tanaro, a nord-est) dalla valle Roia. A sud-est lo spartiacque prosegue con la punta Farenga e la Cima Ventosa, mentre a nord-ovest si abbassa alla Colla Rossa per poi risalire al Monte Bertrand. Morfologicamente la cima Missun è caratterizzata verso la Val Tanaro da un versante a pendenza quasi uniforme mentre si presenta sul lato Val Roya con ripide balze rocciose. La cima della montagna è collocata poco lontano dal confine di stato tra l'Italia (provincia di Cuneo) e la Francia (dipartimento delle Alpi Marittime). Amministrativamente appartiene al comune francese di La Brigue (FR-06). Sul lato che guarda verso l'Italia transita a mezza costa la strada ex-militare sterrata Monesi-colle di Tenda. La sua vetta è segnalata da una piccola croce di vetta, e ha una prominenza topografica di 184 metri.

## Accesso alla cima

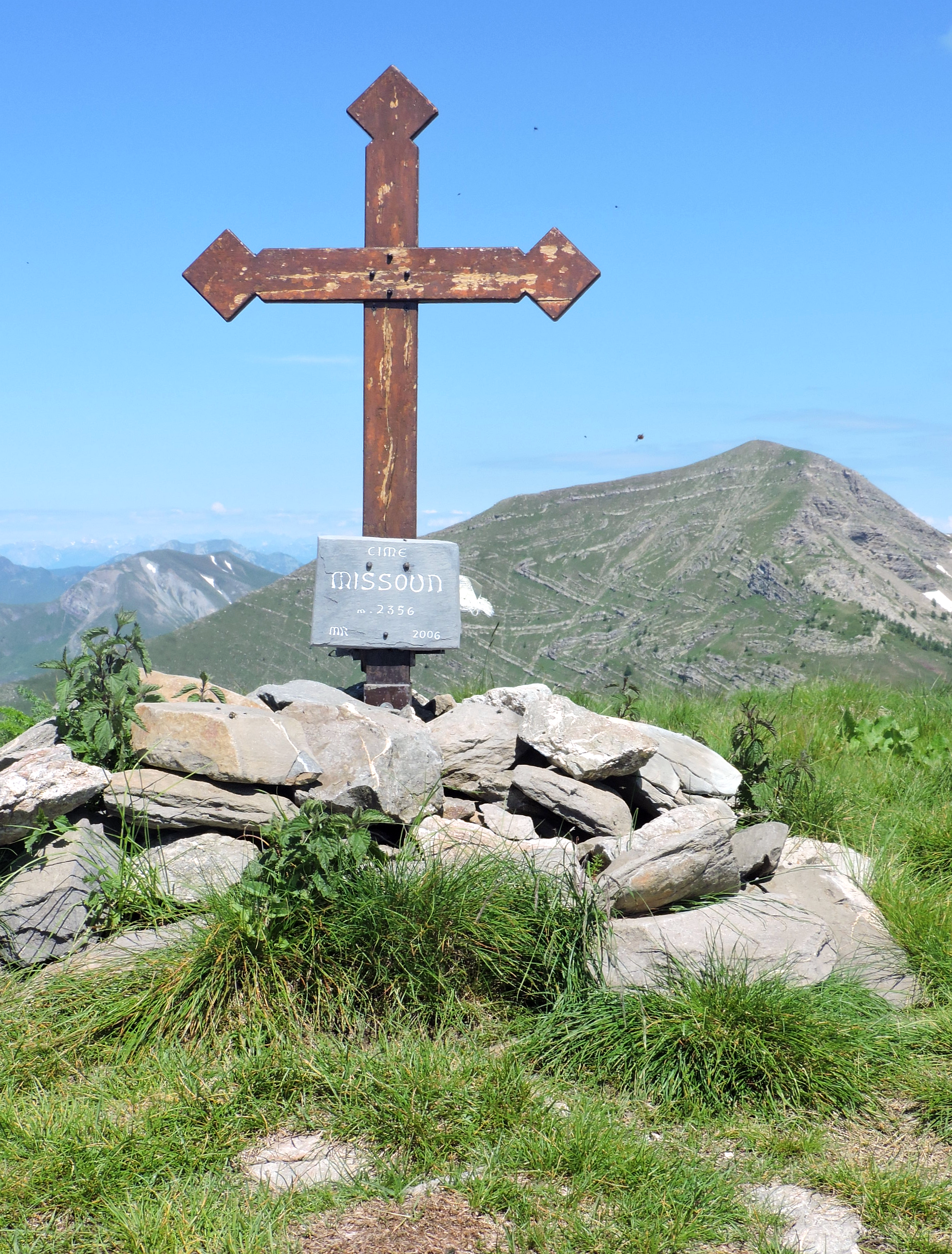
La croce di vetta, sullo sfondo il monte Bertrand

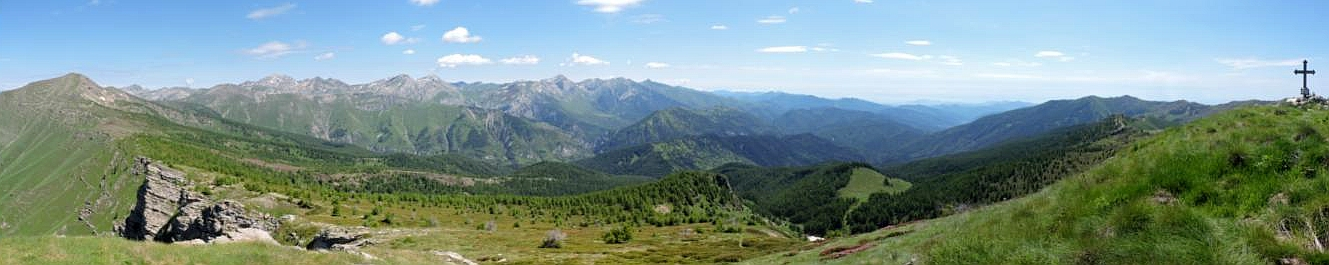
Panorama dalla vetta

La Cima Missun può essere raggiunta abbastanza facilmente partendo dalla vicina Colla Rossa per un sentierino che si stacca dalla mulattiera che segna il confine italo-francese. Per tale mulattiera transita l'Alta via delle Alpi del Mare.
Può essere inoltre raggiunta dalla direzione opposta, partendo dal più lontano Passo Tanarello e seguire la medesima mulattiera in direzione nord.

## Storia
La montagna, che un tempo apparteneva all'Italia, è oggi passata interamente alla Francia: il trattato di Parigi fa infatti transitare il confine tra le due nazioni lungo una mulattiera che corre sul versante padano poco a est della cima.